# Distretto di Sañayca
Il distretto di Sañayca è un distretto del Perù nella provincia di Aymaraes (regione di Apurímac) con 1.299 abitanti al censimento 2007 dei quali 550 urbani e 749 rurali.
È stato istituito il 14 novembre 1944.